# Инфузионный насос

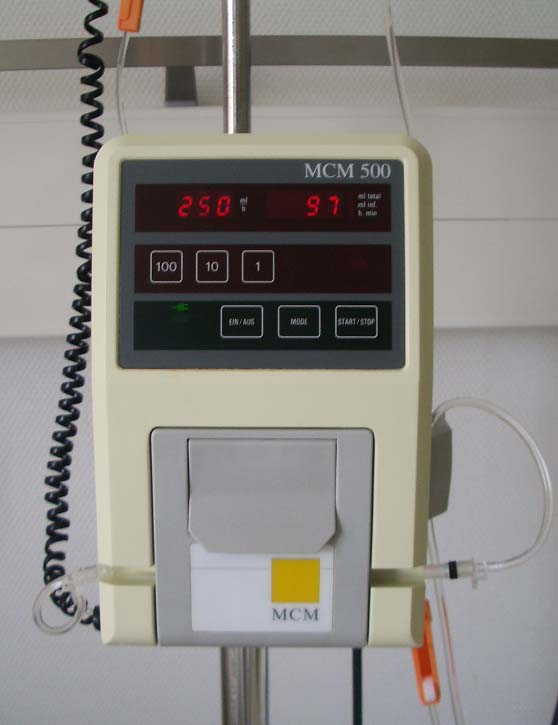
Инфузионный насос производства Фрезениус (Fresenius).

Инфузионный насос — медицинское изделие, предназначенное для длительного, дозированного, контролируемого введения растворов, высокоактивных лекарственных препаратов, питательных веществ пациенту. Обычно инфузионные насосы применяются для внутривенной инфузии, однако могут применяться для подкожного, артериального, эпидурального, энтерального введения, а также с применением иных, клинически обусловленных, доступов.
Различают два основных типа инфузионных насосов: перистальтический (Инфузомат®, линеомат, инфузор), шприцевой дозатор (Перфузор®, шприцевой насос)
Возможности управления жидкостями инфузионного насоса превосходят возможности ручного введения препаратов медицинским персоналом. Так, например, инфузионный насос может вводить всего 0,1 мл жидкости в час, что очень мало для капельного введения, инъекции каждую минуту, инъекции по требованию пациента с заданными ограничениями (например, в контролируемой пациентом анальгезии) и т. п.

## Типы инфузии
Пользовательский интерфейс насоса обычно запрашивает подробные настройки типа инфузии у техника или медсестры:
- Непрерывная инфузия обычно состоит из небольших импульсов инфузии (как правило в диапазоне от 500 нанолитров до 10000 микролитров, в зависимости от конструкции насоса) с частотой повторения импульсов, зависящей от запрограммированной скорости инфузии.
- Периодическое вливание происходит на «высокой» скорости инфузии с программируемыми временными интервалами. Данный режим часто используется для управления дозированием антибиотиков или других препаратов, которые могут раздражать кровеносные сосуды.
- Управляемая пациентом это инфузия по требованию, как правило программируются пределы для предотвращения передозировки. Скорость управляется нажатием на кнопку, которое пациент может выполнить самостоятельно. Этот метод используется для контролируемой пациентом анальгезии (PCA), в которой повторяются небольшие дозы Опиоидных анальгетиков, поступление которых блокируется перед наступление дозы, которая может привести к угнетению дыхания.
- Полное парентеральное питание кривая вливания имитирует нормальное питание.

Некоторые насосы предлагают режимы, в которых дозировки могут меняться в зависимости от времени суток. Это позволяет организовать циркадные циклы, которые могут потребоваться для определенных типов лекарств.

## Типы насосов

### Многоразовые

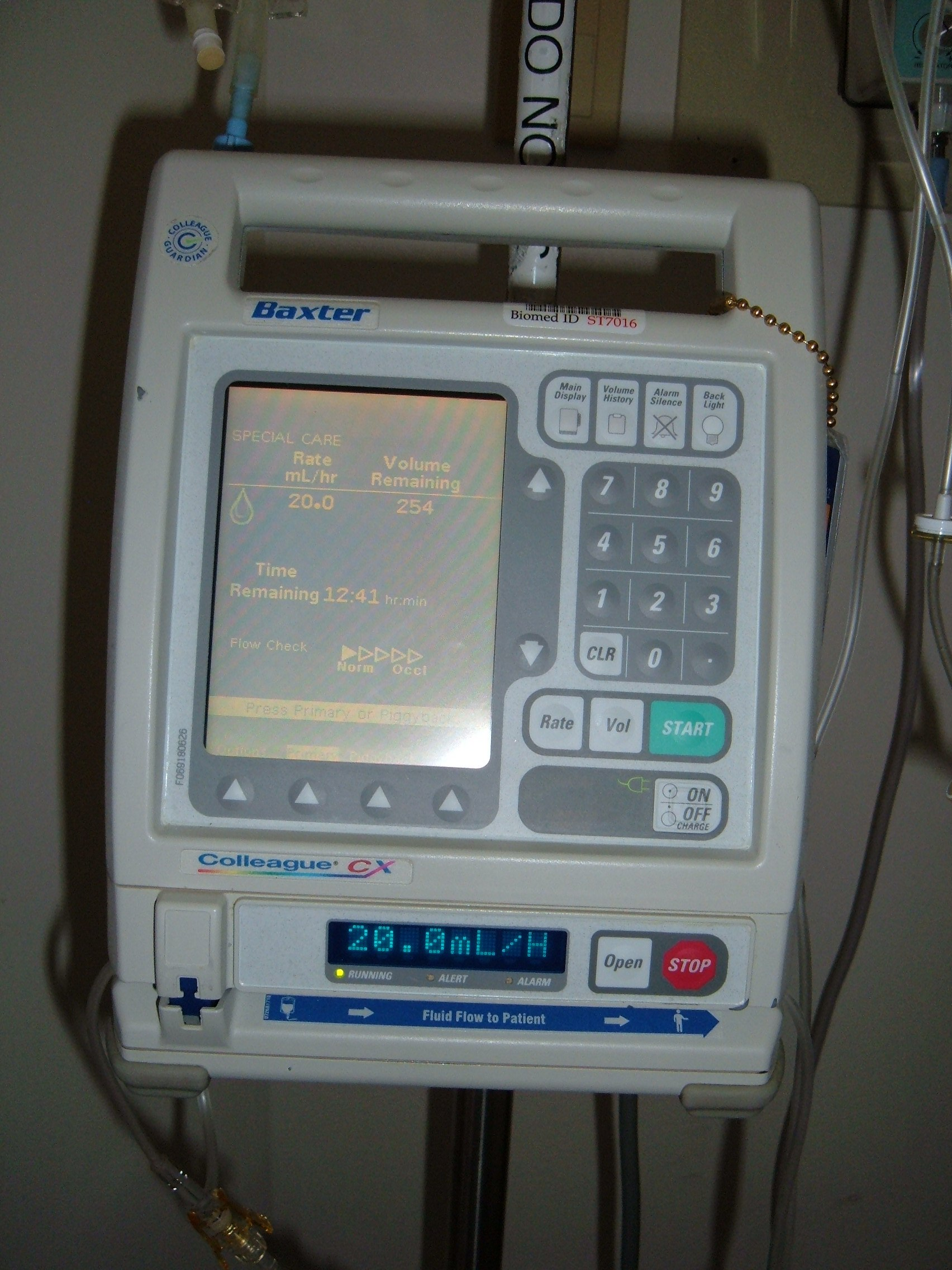
Инфузионный насос Baxter International Colleague CX

Принято выделять 2 базовых класса инфузионных помп.
- большого объёма — могут перекачивать достаточное для питания пациента количество раствора
- малого объёма — для введения гормональных препаратов (инсулиновая помпа) либо других лекарств, например, опиатов.

В этих классах можно выделить насосы для применения
- в условиях больничного стационара
- портативные
- специальные системы для использования в полевых условиях

Для насосов большого объёма обычно используется одна из разновидностей перистальтического насоса. В классических схемах используются управляемые компьютером ролики, периодически сжимающие силиконовую трубку через которую проходит поток жидкости .
Для насосов малого объёма обычно используется управляемый компьютером привод, перемещающий поршень установленного шприца.

### Одноразовые
Одноразовые инфузионные насосы (микроинфузионные помпы) подразделяются:
- по скорости инфузии
  - с постоянной скоростью инфузии
  - с регулируемой скоростью инфузии
- по наличию PCA болюса
  - с PCA болюсом
  - без PCA болюса

## Функции безопасности доступные в некоторых моделях
Современные (на 2003 год) инфузионные насосы могут иметь следующие функции безопасности:
- Сертифицированные насосы должны соответствовать повышенным требованиям к отказоустойчивости. Ни одна причина отказа не должна заставить насос молча отказать, по крайней мере должны остановиться насосные и выдасться хотя бы звуковая индикация ошибок. Это минимальное требование на все инфузионные насосы для людей независимо от возраста пациента. Для ветеринарных инфузионных насосов этого не требуется.
- Наличие батарей, чтобы насос мог работать при отключенном или отсутствующем сетевом питании.
- Датчик передавливания — определяет, когда вены пациента заблокированы либо перекручены трубки системы.
- Датчик воздуха в линии — в качестве датчика обычно используются ультразвуковые передатчик и приемник, определяющие поступление воздуха.
- Датчик давления может определить когда мешок или шприц пустой.
- Библиотеки лекарств с программно настраиваемыми пределами для отдельных препаратов позволяют избежать медицинских ошибок.
- Механизмы для избежания неконтролируемого потока лекарств.
- Многие насосы записывают внутренний лог последних нескольких тысяч событий терапии. Записи лога, как правило, с меткой даты и времени от часов насоса. Возможность удаления лога, как правило, защищена паролем.

## Применение
Инфузионные насосы применяются для длительного точного введения микродоз препаратов, когда их разведение (например, в физиологическом растворе) невозможно (например, в случае эпидуральной анестезии) или нежелательно (сердечная недостаточность, отёки). Данные устройства наиболее активно используются в отделениях анестезиологии и реанимации.
Типичные случаи применения:
- Необходимость в управляемой интра- и послеоперационной анальгезии, в том числе в акушерстве для обезболивания родов;
- Проведение химиотерапии и анальгезии в онкологии;
- Введение нитратов и антикоагулянтов в кардиологии;
- Длительное введение сосудистых препаратов в неврологии.

## Проблемы безопасности
Инфузионные насосы были источником множества проблем безопасности пациентов, а также проблемы с такими насосами были связаны с более чем 56000 отчетов о неблагоприятных событиях за последние пять лет(в США), в том числе по меньшей мере 500 смертей. В результате «US Food and Drug Administration» (FDA) начала комплексные инициативы для улучшения их безопасности, было предложено также более строгое регулирование инфузионных насосов.